# Jamajka na Letních olympijských hrách 1992
Jamajka se účastnila Letní olympiády 1992 ve španělské Barceloně. Zastupovalo ji 36 sportovců (22 mužů a 14 žen) v 5 sportech.

## Medailisté
| Medaile | Jméno              | Sport    | Soutěž                     |
| ------- | ------------------ | -------- | -------------------------- |
| Stříbro | Juliet Cuthbertová | Atletika | ženy běh na 100 m          |
| Stříbro | Juliet Cuthbertová | Atletika | ženy běh na 200 m          |
| Stříbro | Winthrop Graham    | Atletika | muži běh na 400 m překážek |
| Bronz   | Merlene Otteyová   | Atletika | ženy běh na 200 m          |